# Actinodaphne sesquipedalis
Actinodaphne sesquipedalis är en lagerväxtart. Actinodaphne sesquipedalis ingår i släktet Actinodaphne och familjen lagerväxter.

## Underarter
Arten delas in i följande underarter:
- A. s. andamanica
- A. s. sesquipedalis
- A. s. glabra
- A. s. macrocarpa